# Art major
En la poesia, els versos d'art major són aquells que tenen més de set o vuit síl·labes en la majoria de les llengües. És una de les divisions tradicionals de la mètrica pel que fa a la poesia.

## Mètrica catalana
En la mètrica catalana els versos d'Art major:
són aquells que tenen de 9 a 12 síl·labes amb cesura (pausa que divideix el vers en dues parts anomenades hemistiquis, coincidents amb pausa sintàctica o no, i que pot admetre síl·labes addicionals que no afecten al recompte) o sense.
- 9 síl·labes: enneasíl·lab

Sense cesura
- 10 síl·labes: decasíl·lab

Sense Cesura: accent a la sisena; o bé a la quarta i vuitena (imita l'hendecasíl·lab italià)
Amb Cesura: 4+6 (el model més clàssic de la poesia antiga catalana)
Amb Cesura: 5+5 (origen castellà)
- 11 síl·labes: hendecasíl·lab

En Mètrica Catalana és poc emprat però apareix en alguns casos del Romancer
- 12 síl·labes:

- Alexandrí

Sempre té cesura: 6+6
- Dodecasíl·lab (12 síl·labes)

No té cesura, sense hemistiquis
- Versos de més de 12 síl·labes:

- Tredecasíl·lab (13 síl·labes)

No hi ha casos de tetrasíl·labs en la tradició sil·làbica catalana
- Octonari (16 síl·labes)

No hi ha casos d'octonaris en la tradició sil·làbica catalana
- Els versos més llargs que els alexandrins són combinacions de dos versos i apareixen en versificacions anisosil·làbiques.

## Mètrica espanyola
En la mètrica espanyola, els versos d'art major són tots aquells que tenen nou o més síl·labes, amb cesura o sense.

- 9 síl·labes: enneasíl·lab

Sense cesura, poc utilitzat en llengua espanyola
- 10 síl·labes: decasíl·lab

Pot tenir cesura (5+5) o no, emprat a la poesia romàntica
- 11 síl·labes: hendecasíl·lab

Utilitzat durant el Renaixement
- 12 síl·labes: dodecasíl·lab

Amb cesura 6+6, 5+7 o 7+5
- 13 síl·labes: tredecasíl·lab

Molt poc utilitzat en espanyol
- 14 síl·labes:

- Tetradecasíl·lab

Sense cesura
- Alexandrí

Amb cesura 7+7
- 15 síl·labes: pentadecasíl·lab

Amb cesura 6+9, 7+8 o 5+5+5, molt poc utilitzat en espanyol
- 16 síl·labes: octonari

### Mètrica catalana
- Bargalló Valls, Josep (1991): Manual de Mètrica i versificació catalanes. Ed. Empúries. Col·lecció Les Naus. Barcelona.
- Oliva i Llinàs, Salvador (1988): Introducció a la Mètrica. Quaderns Crema. Assaig Minor, núm. 4. Barcelona.
- Parramon i Blasco, Jordi (2000): Diccionari de Poètica. Edicions 62. Col·lecció El Cangur Diccionaris, núm. 265. Barcelona.
- Serra i Baldó, A i Llatas, Rossend (1986): Resum de Poètica Catalana. Mètrica i Versificació. Ed. Barcino. Col·lecció Popular, núm. 75. Barcelona.